# Martin Guzik
Martin Guzik (* 7. dubna 1974) je bývalý český fotbalový záložník. Jeho bratr Michal Guzik byl také prvoligovým fotbalistou.

## Fotbalová kariéra
V československé a české lize hrál za SK Sigma Olomouc a SK Dynamo České Budějovice. V naší nejvyšší soutěži nastoupil v 58 utkáních a dal 3 góly (ČSFR: 30 / 2, ČR: 28 / 1). Ve švýcarské nejvyšší soutěži zasáhl do 18 zápasů za FC Zürich, vstřelil 2 branky.
Dále hrál v nižších německých a švýcarských soutěžích za 1. FC Bocholt, FC Baden, FC Schaffhausen, FC Chiasso, KFC Uerdingen 05, Alemannia Aachen, VfB Oldenburg a na jaře 2002 opět v Bocholtu. Poté se vrátil do vlasti, kde hrál druhou ligu za 1. HFK Olomouc. Na jaře 2003 hrál Přebor Zlínského kraje za mužstvo FC Viktoria Otrokovice, dále MSFL za SK Hanácká Slavia Kroměříž a FC Dosta Bystrc-Kníničky. Mezi jeho poslední působiště patřila mužstva FK Humpolec, později působil v Čejově a Plačkově.
V Poháru UEFA nastoupil v 1 utkání. V sezoně 2003/04 se s 18 brankami stal nejlepším střelcem Moravskoslezské fotbalové ligy.

## Ligová bilance
| Ročník                                   | Zápasy | Góly | Klub                       |
| ---------------------------------------- | ------ | ---- | -------------------------- |
| 1. československá fotbalová liga 1991/92 | 9      | 0    | SK Sigma Olomouc           |
| 1. československá fotbalová liga 1992/93 | 21     | 2    | SK Sigma Olomouc           |
| 1. česká fotbalová liga 1993/94          | 22     | 1    | SK Dynamo České Budějovice |
| 1. česká fotbalová liga 1994/95          | 6      | 0    | SK Sigma Olomouc           |
| Švýcarská Super League 1997/98           | 18     | 2    | FC Zürich                  |
| CELKEM                                   | 76     | 5    |                            |